# TVR Griffith
El TVR Griffith, aunque más tarde es conocido como Griffith 500, fue un coche deportivo diseñado y construido por TVR.
Al igual que sus homónimos precursores, el Griffith 200 y el Griffith 400, el moderno Griffith era ligero (apenas 1048 kg) gracias a la fibra de vidrio, con 2 puertas y 2 asientos deportivos con un motor V8. Originalmente utilizaban un motor Rover V8 4.0 L 243 CV (179 kW), pero podía ser incrementado opcionalmente a un motor 4.3 L 284 CV (209 kW) en 1992. En 1993 fue disponible con una versión del motor Rover V8 fabricada por TVR, con 5.0 L 345 CV (254 kW).
Todos los modelos utilizan una transmisión manual de 5 velocidades.
Aunque el TVR Griffith fue mecánicamente igual al TVR Chimaera, tenían un acabado distinto.
En el año 2000, TVR anunció que la producción del Griffith llegaría a su fin. Una edición especial fue sacado al mercado antes del fin de la producción del Griffith, 100 coches Special Edition (SE), que era similar al Griffith 500, pero con el salpicadero del Chimaera y con los asientos del Cerbera.
Todos los años se celebra una reunión entre los propietarios de los TVR Griffith llamada "The Griff Growl".
En 2008, el fabricante de coches deportivos Al Melling Sports Cars presentó el Melling Wildcat, un roadster basado en el Griffith, pero equipado con una variante del motor AJP8, un motor de TVR.